# جنيفير فوكس
جنيفير فوكس (بالإنجليزية: Jenifer Fox)‏ هي مربية أمريكية، ولدت في 9 ديسمبر 1960.